# Classificació de la Biblioteca del Congrés

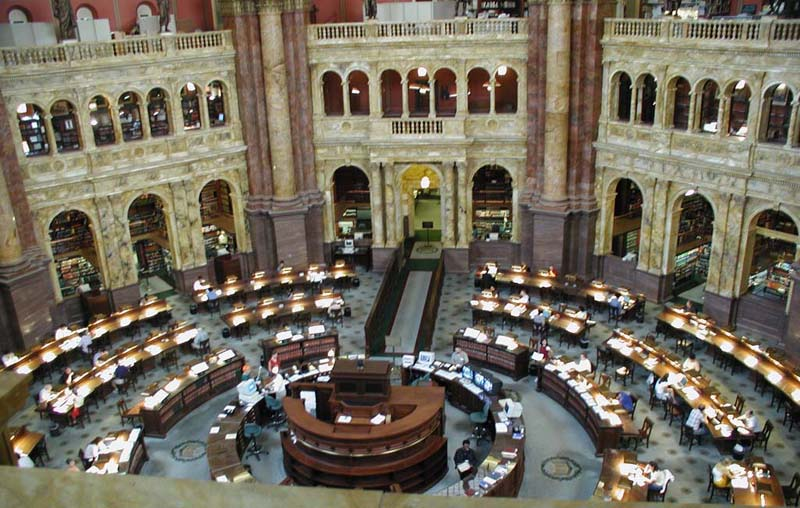
Sala de lectura de la Biblioteca del Congrés.

La classificació de la Biblioteca del Congrés  (LCC, Library of Congress classification) és un sistema de classificació desenvolupat per la Biblioteca del Congrés dels Estats Units. S'usa en la majoria de biblioteques de recerca i acadèmiques dels Estats Units i diversos altres països (la majoria de les biblioteques públiques i biblioteques acadèmiques petites segueixen usant el sistema de classificació de Dewey). No ha de ser confosa amb la Library of Congress subject headings (LCSH).
La classificació va ser desenvolupada originalment per Herbert Putnam amb l'ajuda de Charles Ammi Cutter el 1897, abans d'assumir el càrrec de bibliotecari del Congrés. Va estar influïda per la classificació de Cutter i el sistema Dewey de classificació i va ser dissenyada per ser usada a la Biblioteca del Congrés de Washington. El nou sistema va substituir un sistema de localització fixa desenvolupat per Thomas Jefferson. En el moment de la marxa de Putnam del seu càrrec el 1939 totes les classes excepte la K (Dret) i parts de la B (Filosofia i Religió) estaven ben desenvolupades. La classificació ha rebut crítiques per no tenir una base teòrica sòlida, ja que moltes de les decisions preses en el seu desenvolupament van estar motivades per les necessitats pràctiques específiques d'aquesta biblioteca més que per consideracions epistemològiques.
Tot i que divideix les matèries en categories àmplies, la classificació és essencialment enumerativa en naturalesa. Proporciona una guia dels llibres que estan realment a la biblioteca, no una classificació universal.
El sistema de classificació NLM (de la National Library of Medicine) empra les lletres no usades W i QS - QZ . Algunes biblioteques fan servir el NLM juntament amb el LCC, obviant la R (Medicina) d'aquest últim.

## El sistema
| A | Obres generals                                                                                |
| B | Filosofia. Psicologia. Religió                                                                |
| C | Ciències auxiliars de la història                                                             |
| D | Història general i història antiga                                                            |
| E | Història: Estats Units                                                                        |
| F | Història local dels Estats Units i d'Amèrica, història anglesa, holandesa, francesa i llatina |
| G | Geografia. Antropologia. Esbarjo                                                              |
| H | Ciències socials                                                                              |
| J | Ciència política                                                                              |
| K | Dret                                                                                          |
| L | Educació                                                                                      |
| M | Música i llibres sobre música                                                                 |
| N | Belles arts                                                                                   |
| P | Llengua i literatura                                                                          |
| Q | Ciència                                                                                       |
| R | Medicina                                                                                      |
| S | Agricultura                                                                                   |
| T | Tecnologia                                                                                    |
| U | Ciència militar                                                                               |
| V | Ciència naval                                                                                 |
| Z | Bibliografia. Biblioteconomia. Recursos informatius generals                                  |

Les classes I, O, W, X i Y no són d'ús estàndard.